# Programme européen Leonardo da Vinci
Le programme européen Leonardo da Vinci (en abrégé Leonardo) est un fonds doté par la Commission européenne destiné à promouvoir la formation continue et l'enseignement professionnel, notamment la formation professionnelle transfrontalière. 
Initié le 6 décembre 1994 par décision du Conseil européen, il fait partie des quatre grands programmes dédiés à l'éducation, avec Comenius, Erasmus, et Socrates. L'ensemble de ces programmes a été refondu en 2014 sous l'appellation Erasmus+.

## Objectifs
Le programme Leonardo da Vinci se concentre sur les besoins des personnes concernées par la formation et l’enseignement professionnel. Il a pour objectif d'établir et d’encourager la compétitivité du marché européen du travail en permettant aux citoyens européens de renouveler leurs compétences, leurs connaissances et leurs qualifications et de les faire valoir au-delà des frontières. Il soutient aussi les innovations et le perfectionnement des systèmes et des pratiques d’enseignement et de formation. L’un des principaux objectifs de ce programme consiste à augmenter la qualité et l’attrait de l’enseignement et de la formation professionnelle en Europe.
Le programme Leonardo da Vinci concerne l’ensemble des matières dispensées dans l’enseignement et la formation professionnelle. Il promeut le transfert des connaissances, de l’innovation et du savoir-faire entre les principaux acteurs de ce secteur.

## Fonctionnement
Les projets ne sont pas organisés par l'Union européenne elle-même, mais par des institutions ou des organisations afférentes à chacun des pays membres. 
En France, il prend initialement le nom de « programme d’action communautaire Leonardo da Vinci ». Les actions sont relayées par le ministère de l'Éducation nationale, de l'enseignement supérieur et de la recherche.
Chaque année il permet à de nombreux étudiants de partir faire un stage dans une entreprise étrangère, pour une durée maximale d’un an, tout en percevant une bourse d’aides de la part de l’Union Européenne.
Le programme finance de nombreuses actions, notamment la mobilité transnationale, les projets européens axés sur le développement ou le transfert d’innovations et les réseaux. Il s’adresse aux jeunes en apprentissage professionnel, aux personnes à la recherche d’un emploi et aux professionnels de l’enseignement et de la formation professionnels, ainsi qu’à tout organisme opérant dans ce domaine.

## Bilan (1995-2013)
Au cours de la première phase du programme (1995-1999), environ 125 000 personnes ont bénéficié d'une  bourse en vue d'un stage professionnel à l'étranger, pour un montant total de financement communautaire de 141,2 millions d'euros. Une deuxième phase a été lancée couvrant la période 2000-2006, finançant 19 000 projets liés à la mobilité, concernant 367 000 personnes, pour un budget global de 1,45 milliard d'euros. 
En janvier 2010, une étude révèle qu'en dix ans, 42 % des étudiants ont trouvé un emploi à l'étranger.
La phase III couvre la période 2007-2013.

## Exemples de projets développés
- Childhood Links